# Filoncholaimus prolatus
Filoncholaimus prolatus is een rondwormensoort uit de familie van de Oncholaimidae. De wetenschappelijke naam van de soort is voor het eerst geldig gepubliceerd in 1967 door Hopper.